# Державна дума Російської імперії I скликання
Державна дума Російської імперії I скликання — перший у Росії вибраний населенням представницький законно обраний орган. Став результатом спроби перетворити Росію із самодержавної в парламентську монархію, викликаної прагненням стабілізувати політичну обстановку в умовах численних заворушень і революційних виступів. Дума I скликання провела одну сесію і проіснувала 72 дні, з 27 квітня (10 травня) до 9 (22) липня 1906 року, після чого була розпущена імператором.

## Повноваження
Початок визначенням повноважень Державної думи та її місця в системі органів влади було покладено Маніфестом Імператора Миколи II, розробленим в основному міністром внутрішніх справ А. Р. Булигіним, Державній думі відводилася роль не законодавчого, а закононарадчої установи з дуже обмеженими правами, обирається обмеженими категоріями осіб: великими власниками нерухомого майна, великими платниками промислового і квартирного податку і, на особливих підставах, селянами (так звана «Булыгинская дума»). Однак, невдоволення даними пропозиціями вилилося в численні акції протесту, страйки і страйки по всій країні, наслідком чого стало вироблення нових принципів формування та роботи Державної думи.
Коригування повноважень Думи і наділення її законодавчими функціями була здійснена Маніфестом «Про удосконалення державного порядку» від 17 жовтня 1905 року:
Встановити, як непорушне правило, щоб ніякий закон не міг сприйняти силу без схвалення Державної Думи і щоб виборним від народу забезпечена була можливість виборчого участі у нагляді за закономірністю дій поставлених від Нас влади.
Повноваження Думи були остаточно визначені законом від 20 лютого 1906 року, що регулює порядок роботи Думи і «Основними державними законами» від 23 квітня 1906 року. Цими документами істотно скорочувалися повноваження Думи. Дума обиралася на 5 років, причому Імператору надавалося право її розпуску. Дума могла приймати запропоновані їй урядом закони, а також затверджувати державний бюджет. У період між сесіями імператор міг одноосібно приймати закони, які підлягали затвердженню Думою під час сесій. Державна дума була нижньою палатою парламенту. Роль верхньої палати виконував Державний рада, який повинен був схвалювати або відхиляти закони, прийняті Думою.
Вся виконавча влада залишалася в руках монарха, він також одноосібно керував Збройними силами, визначав зовнішню політику, вирішував питання оголошення війни і світу, введення надзвичайного або воєнного стану на будь-якій території Імперії.

## Вибори

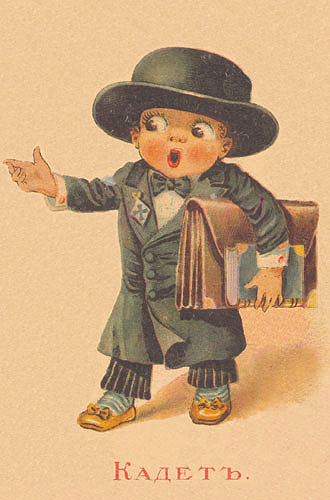
Поштова листівка, присвячена виборам до I Державної думи (1906). Художник — Е. М. Бем

Закон про вибори в Державну думу був опублікований 11 грудня 1905. Вибори були непрямі і повинні були проходити за куріальною системою: всього було створено 4 курії — землевласницька, міська, селянська і робоча, які отримали можливість вибирати певне число вибірників. Були встановлені такі квоти: один вибірник на 2 тисячі населення в землевласницькій курії, на 4 тисячі — у міській, на 30 тисяч — в селянській, на 90 тисяч — в робочій.
Виборче право мали не всі жителі імперії. Для того, щоб мати виборче право необхідно мінімум за рік до виборів відповідати наступним критеріям:
- за землевласницькою курією — бути власником від 100 до 650 десятин землі в залежності від місцевості, мати нерухому власність вартістю не менше 15 тис. рублів.
- по міській курії — бути власником міської нерухомості та торгово-промислових закладів, квартиронаймачем або службовцем.
- по селянській курії — мати домоволодіння;
- робочої курії — бути робітникам підприємства з не менш 50 робочими чоловічої статі.

Крім того, були категорії населення, взагалі позбавлені виборчих прав. До них ставилися іноземні піддані, особи молодше 25 років, жінки, учні, військові перебувають на дійсній службі, бродячі інородці, визнані винними в злочинах, відчужені від посади по суду (протягом 3 років після відмови), що перебувають під судом і слідством, банкрути (до визначення причини — все окрім нещасних), що перебувають під опікою (під опікою крім малолітніх складалися глухонімі, душевнохворі і визнані марнотратниками), позбавлені духовного сану за пороки, виключені з станових товариств щодо їх вироками, а також губернатори, віце-губернатори, градоначальники і їх помічники (у ввірених їм територіях) і поліцейські (працюють у виборчому окрузі).
Вибори проходили в кілька ступенів:
- для міської курії двоступеневі: у Москві, Санкт-Петербурзі і 24 великих зазначених у виборчому законі містах виборці обирали виборщиків на міське зібрання, яке обирало членів Думи.
- для землевласницької курії (в повітах і усіх інших містах) двох — або триступінчаті: особи, чия власність була дорівнює або більше встановленого для даної місцевості цензу на повітовому з'їзді землевласників обирали делегатів на губернське зібрання, яке обирало членів Думи. Власники 1/10 цензу і священнослужителі на попередніх повітових з'їздах обирали уповноважених, які потім на повітових з'їздах разом з великими землевласниками обирали виборщиків для губернських виборчих зборів.
- для робочої курії триступінчаті: 1) вибори уповноваженого від робітників від підприємства з чисельністю робітників 50-1000 людина або по 1 уповноваженому від кожної тисячі робітників на великих підприємствах, 2) обрання вибірників на губернських зборах уповноважених, 3) вибори членів Думи на губернських виборчих зборах;
- для селянської — чотирирівневі: 1) вибори виборних від 10 дворів, 2) вибори уповноважених від волостей на волосному сході, 3) обрання вибірників на повітовому з'їзді уповноважених, 4) вибори членів Думи на губернському або обласному виборчому з'їзді) Особливості виборчих кампаній в I та II Державні думи в Сибіру [Архівовано 12 серпня 2007 у Wayback Machine.]

Таким чином, ці курії (26 міських округах виборців обирали тільки міська та робоча курії) обирали виборщиків на збори виборців округу, яке потім вже на виборчому з'їзді обирали стільки депутатів, скільки належало законом обирати від даного округу.
Станово-куріальна система була визнана кращою, ніж загальні, прямі, рівні та таємні вибори, так як і імператор, і голова уряду С. Ю. Вітте побоювалися, що в селянській країні, де більшість населення не обізнана у політичному мистецтві, вільні і прямі вибори приведуть до перемоги безвідповідальних демагогів і в законодавчому органі будуть засідати переважно адвокати"

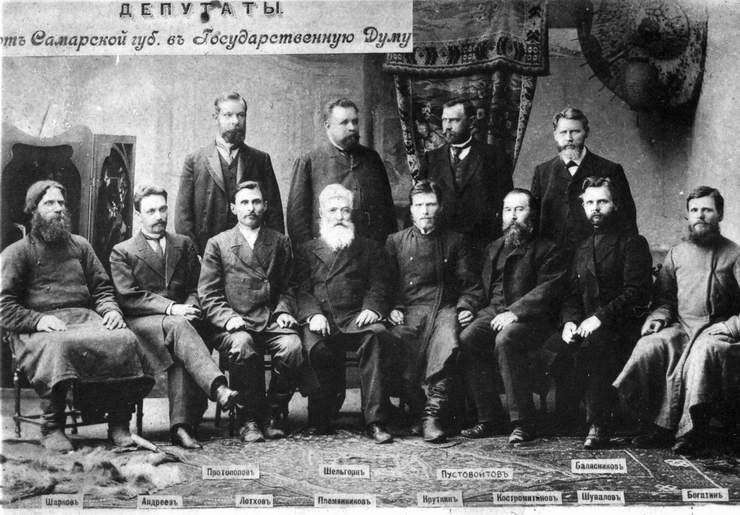
Депутати Державної думи від Самарській губернії (1906)

Було створено 135 виборчих округів у тому числі 26 міських (обирали 34 депутати), 33 територіально-станових, конфесійних, територіально-конфесійних і етнічних округів (40 депутатів). Від губернії обиралося від 2 до 15 депутатів, від міста — від 1 до 6. Європейська Росія обирала 412 депутатів (79 %), Польща — 37 депутатів (7 %), Кавказ — 29 (6 %), Сибір і Далекий Схід — 25 (4 %), Середня Азія і Казахстан — 21 (4 %).
Вибори проводилися в основному в лютому-березні 1906а, а в національних районах та окраїнах і пізніше, так що до початку роботи з 524 депутатів були обрані близько 480, тому склад першої Думи поступово доповнювався обраними депутатами. У багатьох районах Сибіру, наприклад, вибори проводилися в травні—червні 1906 року, крім того владою відпрацьовувався механізм проведення виборів в умовах воєнного стану, тому воєнний стан було введено у всіх повітах, що прилягали до лінії Сибірської залізниці
Представники лівих і вкрай правих партій бойкотували вибори, ліві вважали, що Дума не володіє ніякою реальною владою, а крайні праві взагалі негативно ставилися до самої ідеї парламентаризму, виступаючи за непорушність Самодержавства. Незважаючи на це, у виборах брали участь меншовики і соціалісти-революціонери, як незалежні кандидати. Ленін згодом змушений був визнати, що бойкот виборів в I Державну Думу «був помилкою» 

## Склад

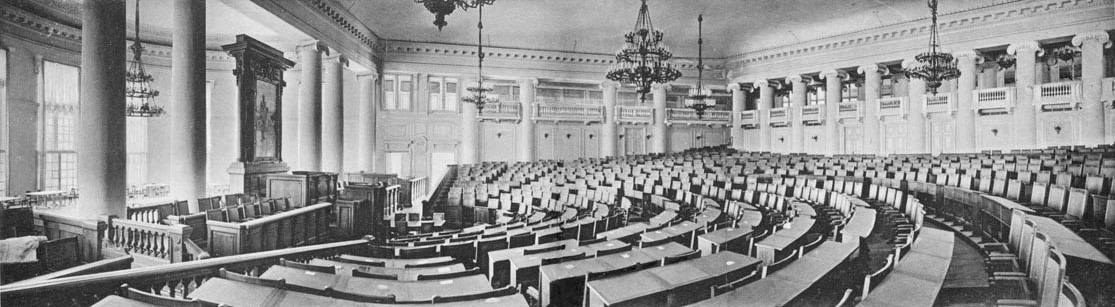
Зала засідань Державної думи у Таврійському палаці, Санкт-Петербург

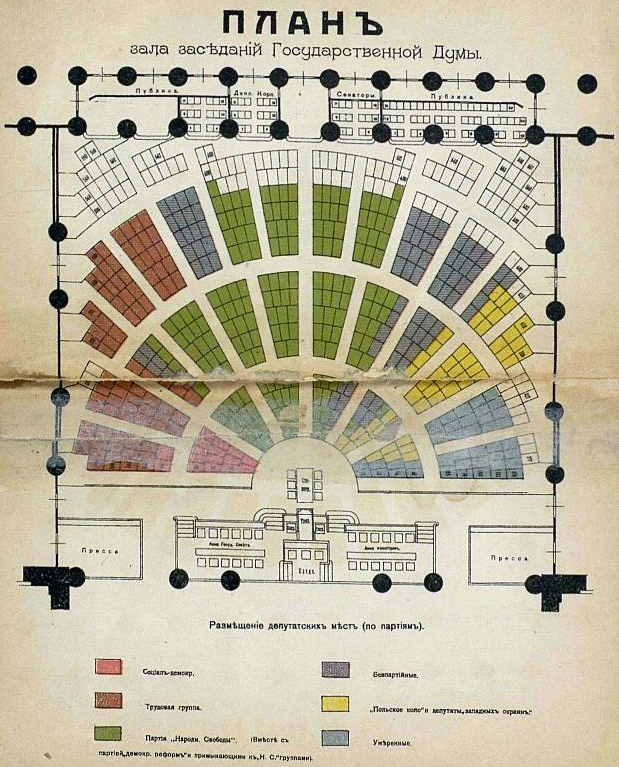
План зали засідань Державної думи

Всього було обрано 497 депутатів із них 11 обрання депутатів було анульовано, 1 пішов у відставку, 1 помер, 6 не встигли приїхати.
Депутати розподілилися наступним чином:
- за віком: до 30 років — 7 %; від 30 до 40 років — 40 %; від 40 до 50 років — 38 %; старше 50 — 15 %;
- за рівнем освіти: з вищою освітою 42 %, середнім — 14 %, нижчим — 25 %, домашнім — 19 %, неписьменні — 2 людини;
- за професією: 121 хлібороб, 10 ремісників, 17 фабричних робітників, 14 торговців, 5 фабрикантів і керуючих фабриками, 46 поміщиків і керуючих маєтками, 73 земських, міських і дворянських службовців, 6 священиків, 14 чиновників, 39 адвокатів, 16 лікарів, 7 інженерів, 16 професорів і приватів, 3 викладача гімназії, 14 сільських вчителів, 11 журналістів та 9 осіб невідомих занять.

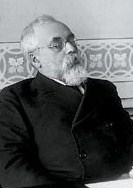
С. А. Муромцев, голова I Державної думи

За ознакою партійної приналежності більшість місць зайняли конституційні демократи — 176 осіб. Обрано також 102 представника «Трудового союзу», 23 соціаліста-революціонера, 2 члена Партії вільнодумних, 33 члена польського коло, 26 мирнообновленцев, 18 Російська соціал-демократична робоча партія соціал-демократів (меншовиков), 14 безпартійних автономістів, 12 поступовців, 6 членів партії демократичних реформ, 100 безпартійних.
Обрано 279 депутатів, росіян за національністю.
Були утворені фракції: кадетів — 176 осіб, октябристів — 16, трудовиків (члени «Трудового союзу») — 96, соціал-демократи (меншовики) — 18 (спочатку меншовики вступили у фракцію трудовиків і тільки в червні за рішенням 4-го з'їзду РСДРП утворили власну фракцію); автономісти — 70 осіб (представники національних околиць, які виступають за автономії цих територій і їх прихильники), прогресисти — 12 (фракція утворена безпартійними кандидатами з ліберальними, близькими до кадетам, поглядами). Незалежних кандидатів налічувалося 100 осіб, у це число входили і есери, які не стали офіційно утворювати фракцію у зв'язку з бойкотом виборів їх партією.
Головою був обраний кадет С. А. Муромцев, професор Московського університету. Товаришами голови стали князь П. Д. Долгоруков і Н. А. Гредескул (обидва кадети). Секретарем — князь Д. І. Шаховський.

## Діяльність
Перше засідання Державної думи відбулося 27 квітня 1906 року в Таврійському палаці Санкт-Петербурзі (після прийому у Миколи II у Зимовому палаці).
З самого початку роботи більшість Державної думи було налаштоване на різку боротьбу з урядом  Горемикіна. За 72 дні Дума прийняла 391 запит про незаконні дії уряду.
З початком роботи кадети поставили питання про амністії всіх політичних ув'язнених, скасування смертної кари, скасування Державної Ради, встановлення відповідальності Ради міністрів перед Думою. Більшість депутатів підтримала ці вимоги, і 5 травня 1906 року вони були направлені голові Ради міністрів І. Л. Горємикіну, який 13 травня відповів відмовою на всі вимоги Думи.

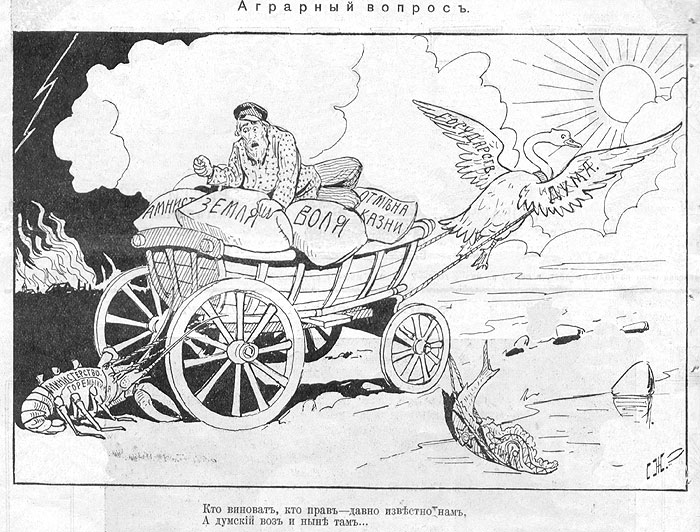
Політична карикатура на байці І. А. Крилова «Лебідь, рак і щука» («Іскри», 1906, № 23, С. 274.)

Засідання аграрної комісії I Державної Думи, Санкт-Петербург, травень 1906

Головним питанням у роботі I Державної думи був земельне питання. 7 травня кадетська фракція за підписом 42 депутатів висунула законопроєкт, що передбачав додаткове наділення селян землею за рахунок казенних, монастирських, церковних, питомих і кабінетських земель, а також частковий примусовий викуп поміщицьких земель.
23 травня фракція трудовиків (104 людини) запропонувала свій законопроєкт, що передбачав утворення "громадського земельного фонду, з якого передбачалося виділяти землю в користування безземельним і малоземельним селянам, а також конфіскацію земель у поміщиків понад «трудової норми» з виплатою останнім встановленого винагороди. Реалізацію проєкту пропонувалося здійснити через виборні місцеві земельні комітети.
6 червня 33-ма депутатами був поданий законопроєкт, розроблений есерами про негайну націоналізації всіх природних багатств та скасування приватної власності на землю. Більшістю голосів Дума відмовилася розглядати такий радикальний проєкт. Також 8 червня Рада міністрів ухвалив рішення про розпуск Державної думи у разі продовження нагнітання обстановки навколо аграрного питання, так як його широке обговорення в Думі викликало зростання суспільної полеміки і посилення революційного руху.

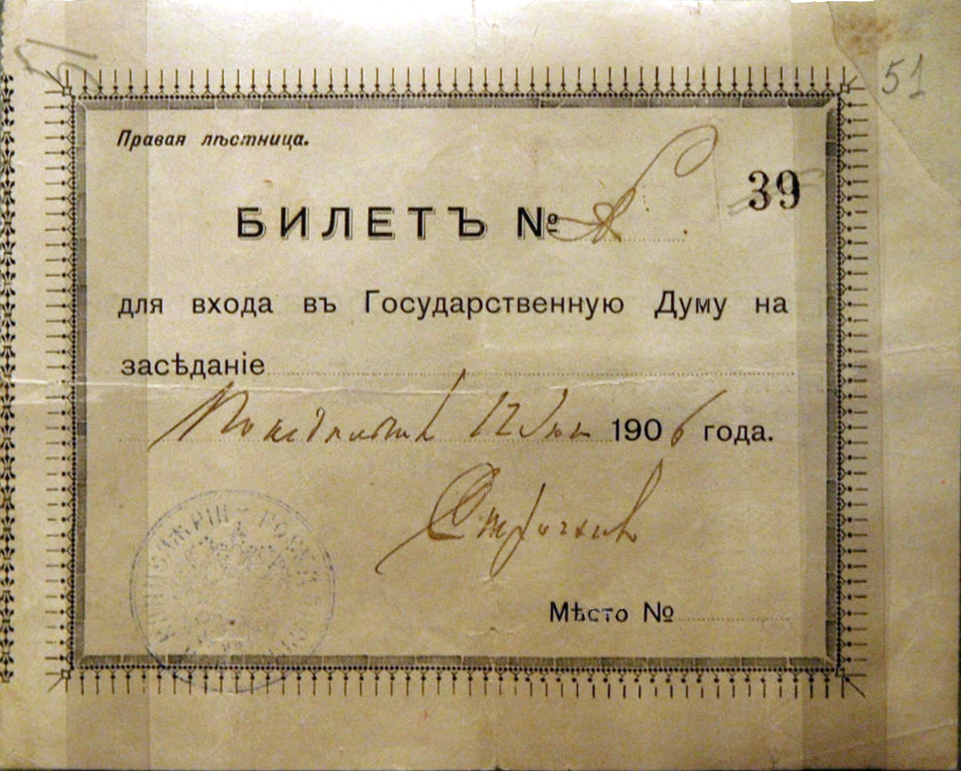
Квиток для входу в Державну Думу, 1906 рік

Фракція кадетів також вносила законопроєкт про недоторканності депутатів Думи, який передбачав, що кримінальне переслідування депутата під час сесії можливе лише з згоди Думи (крім затримання при вчиненні злочини або відразу після нього, однак і в цьому випадку Дума могла відмінити затримання), а якщо справу порушено між сесіями, то всі процесуальні дії і затримання припинялися до відкриття сесії і вирішення даного питання Думою. Парламент, однак, відмовився розглядати даний законопроєкт.
Ряд ліберальних членів Ради міністрів запропонував ввести представників кадетів до складу уряду. Це пропозиція не отримала підтримки більшості міністрів. Державна Дума висловила недовіру уряду, після чого ряд міністрів стали бойкотувати Думу та її засідання. У знак свого презирливого ставлення до Думі туди було внесено перший урядовий законопроєкт про асигнування 40 000 рублів на будівництво пальмової оранжереї і спорудження пральні при Юр'ївському університеті. За весь час роботи депутатами було схвалено 2 законопроєкти — про скасування смертної кари (ініційований депутатами з порушенням процедури) та про асигнування 15 млн рублів на допомогу постраждалим від неврожаю, внесений урядом.

## Розпуск
6 (19) липня 1906 замість непопулярного В. Л. Горемикіна головою Ради міністрів був призначений рішучий П. А. Столипін (зберіг до того ж посаду міністра внутрішніх справ). 8 липня послідував указ Миколи II про розпуск Державної думи, цей крок у маніфесті від 9 липня пояснювалось так:
Виборні від населення, замість роботи будівництва законодавчого, ухилилися у не приналежну їм область і звернулися до розслідування дій поставлених від Нас місцевої влади, до вказівок Нам на недосконалість Законів Основних, зміни яких можуть бути зроблені лише Нашою Монаршею волею, і до дій явно незаконним, як звернення від імені Думи до населення.

Збентежений такими ж непорядками селянство, не чекаючи законного поліпшення свого становища, перейшло в цілому ряді губерній до відкритого грабунку, розкрадання чужого майна, непокору закону і законним владі.
Але нехай пам'ятають Наші піддані, що тільки при повному порядку і спокою можливо міцне поліпшення народного побуту. Нехай же буде відомо, що Ми не допустимо ніякого свавілля або беззаконня і всією силою державної могутності наведемо ослушників закону до підпорядкування Нашої Царської волі. Закликаємо всіх розсудливих російських людей об'єднатися для підтримки законної влади і відновлення миру в Нашому дорогому Вітчизні.— Микола II. Маніфест 9 липня 1906 р.
У маніфесті також було оголошено про проведення нових виборів за тими ж правилами, що і в I Державну думу.

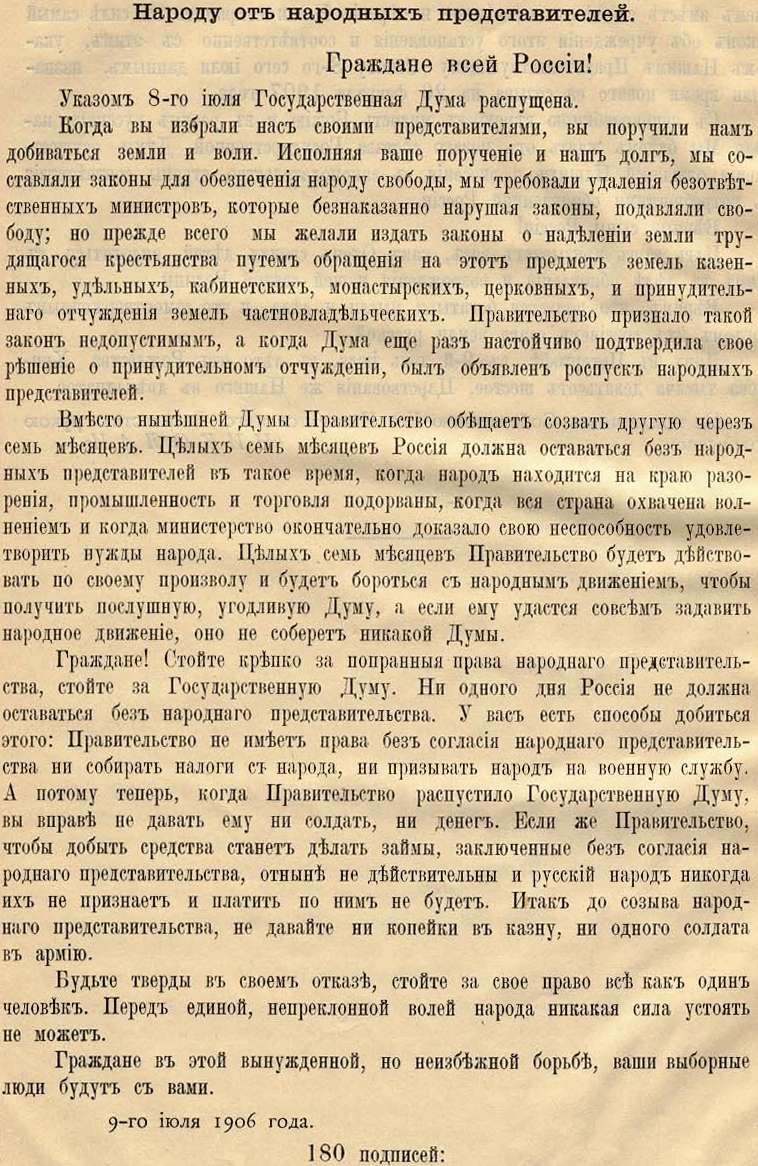
Фотокопія оригінального тексту Виборзького відозви

9 липня прийшли на засідання депутати знайшли двері в Таврійський палац замкнутими і прибитий поряд на стовпі маніфест про розпуск думи. Частина їх — 180 чоловік — в основному кадети, трудовики і соціал-демократи, зібравшись у Ее (як найближчому до Петербургу місті Князівства Фінляндського), прийняли відозву «Народу від народних представників» (Виборзьку відозву). У ньому говорилося про те, що уряд не має права без згоди народного представництва ні збирати податки з народу, ні закликати народ на військову службу. Виборзьке відозву закликало тому до громадянської непокори — відмови платити податки і поступати на службу в армії. До непокори владі опублікування відозви не призвело, а всі його підписали були засуджені до трьох місяцем укладення і позбавлені виборчих прав, тобто не могли в подальшому стати депутатами Державної думи.

## Відомі депутати
До числа найбільш відомих депутатів I Державної думи можна віднести : Сергія Муромцева, Ное Жорданія (Голова уряду Грузії), Максима Ковалевського, Володимира Кузьміна-Караваєва, Тимофія Локотя, Георгія Львова (Прем'єр-міністр Тимчасового уряду Росії), Аліхана Бокейханова (Голова Алашської автономії), Оленксія Муханова, Володимира Набокова, Павла Новгородцева, Віктора Обнінського, Івана Присецкого, Романа Скірмунта (Глава уряду БНР), Яана Тиніссона (Прем'єр-міністр Естонії, двічі),  Алімардан-бека Топчибашева (Голова парламенту АДР), Василя Харламова, Яніса Чаксте (1-й Президент Латвії), Дмитра Шаховського, Михайла Герценштейна, Федор Родічева, Петра Долгорукова, Федора Кокошкіна, Інокентія Лаптєва, Івана Галецького, Антона Дем'яновича, Лева Петражицького, Семена Розенбаума.